# Charles Brommesson
Charles Brommesson, né le 12 août 1903 à Helsingborg et mort le 1er septembre 1978 à Helsingborg, est un footballeur international suédois. Il évoluait au poste d'attaquant.

## Biographie

### En club
Charles Brommesson est joueur du Helsingborgs IF de 1923 à 1931,.
Il est sacré champion de Suède à deux reprises lors des saisons 1928-29 et 1929-30 avec Helsingborgs.

### En équipe nationale
International suédois, Charles Brommesson dispute 12 matchs et inscrit 4 buts en équipe nationale suédoise de 1923 à 1930,.
Il dispute son premier match en sélection le 28 octobre 1923 contre la Hongrie en amical (défaite 1-2 à Budapest).
Brommesson inscrit ses premiers buts en sélection lors des Jeux olympiques de 1924 : il est titulaire lors de trois rencontres durant le tournoi et marque un but contre la Belgique et un doublé contre l'Égypte. L'équipe suédoise remporte la médaille de bronze à l'issue du tournoi.
Son dernier match en sélection a lieu le 28 septembre 1930 contre la Belgique en amical (match nul 2-2 à Rocourt).

## Palmarès
| \| Helsingborgs IF - Championnat de Suède (2) : - Champion : 1928-29 et 1929-30. \| |  | Suède - Jeux olympiques : - Bronze : 1924. |
| Helsingborgs IF - Championnat de Suède (2) : - Champion : 1928-29 et 1929-30.       |  |                                            |